# 曹廷杰
曹廷杰（1850年八月三十日—1926年七月十五日），谱名楚训，字彝卿，亦名亚东。湖北宜都人。地理学家。
1870年，参加县考、府考中秀才，并成为禀贡生。1874年，到北京入国史馆担任汉文謄录，赐为“进士”出身。1883年，以候选州判的身份，被派到吉林，到珲春靖边后路营办理边务文案。利用工作之便，到吉林、奉天、黑龙江各地进行实地调查，参阅了大量文献资料，費時兩年写成《東北邊防輯要》一书。
1884年，曹廷杰在三姓（今黑龙江依兰县）商人王氏兄弟口中，得知黑龙江下游俄占区特林地方有两块明代永宁寺碑，可以证明明代中国东北的疆域，是中俄边界极为重要的证据。王氏兄弟曾經“亲至碑所，思拓碑文，因被俄夷禁阻未果。”曹廷杰決定自己一定要試一試。
1885年，珲春靖边后路营统领葛胜林发现曹廷杰精于地理，并且特别关心东北防务，令曹廷杰绘制《東三省輿地險要圖》。曹廷杰绘出草图，连同剛剛完成的《東北邊防輯要》一起，呈报给吉林将军希元。希元即“密伤候选州判曹廷杰轻骑简从，改装易服前往俄界侦探。”曹廷杰带上士兵两人，化装成商人模样，请王守礼当向导，从三姓起程，顺松花江而下入黑龙江，至徐尔固（今俄罗斯列宁斯科耶城城东北）进入俄界，沿黑龙江至东北海口。再由海口溯黑龙江而上至海兰泡（今黑龙江黑河市北、黑龙江与结雅河交会处），又沿江而下至伯力（即今俄罗斯哈巴罗夫斯克，在黑龙江、乌苏里江会合东岸）。溯乌苏里江而上，过兴凯湖、红土崖（兴凯湖西南岸），由旱道至海参威（即今俄罗斯符拉迪沃斯托克，在绥芬河口海湾东岸），再坐海船入岩冱河海口。在俄界一百二十九天，往返一万六千余里。曹廷杰在這個過程中坚持写日记，访问了汉族居民和满族、朝鲜族、赫哲族、鄂伦春族、尼夫赫族、乌德盖族等少数民族，访问了抗金名将牛皋、王贵的后裔，详细记下了俄占区中各族人民的生活。并对古人用兵陈迹，俄军据点、各处的兵数、地理险要、道路出入、屯占人口总数，土产赋税、贸易往来、民族风俗等一一笔录，整理成《旅俄日记》。
1885年十一月，曹廷杰回到吉林，将确凿可证边界的资料、绘图、论文汇成《西伯利东偏纪要》一书。学术界評論该书“为研究东北亚洲历史 、地理、民族、国际关系所必备”。 
1886年二月，希元将《西伯利东偏纪要》摘出一百一十八条，连同八幅地图呈上北京的军机处。五月，曹廷杰以探俄有功，被光绪皇帝召见，呈上《条陈十六事》，主张外交上阻俄扩张、军事上备战、政治上稳定内政、经理上开发边疆。「力主嚴密防守，徐圖恢復，並獻六路出擊之策，出奇制勝之方。」
1887年，曹廷杰到郭尔罗斯前旗（今吉林长岭西北）及农安城万金塔等地，拓取了大金《得胜陀济碑》。 又從此年开始至1898年，撰写了《東三省輿地圖說》。
1889年，曹廷杰任山西和顺县知县。第二年十一月调任宁武县知县，吉林将军长顺以曹廷杰在吉林主持电话线路工程时有功，保奏升任直隶州知州在任候补。1892年元月调任蝽县知县，以候补直隶州在任以知府补用。 1895年，奉吉林將軍恩銘征令，去吉林以五常厅同知衔和俄方官员交涉修筑铁路勘测事宜。此時正值中日甲午战争，沙俄趁機向清政府提出修筑东三省铁路的要求，并非法越境私自查勘。曹廷杰奉命一面阻止沙俄，一面自行勘测。率领员司、通事、绘图、翻译、卉兵，跟踪沙俄测繪人员。俄方官员格鲁利契维奇提出全面勘办东三省铁路规划事宜，要求吉林将军撤回曹廷杰一行人员，被曹廷杰拒绝。曹廷杰坚持测绘的同時又严密监视俄方行动，直至把俄人送出吉林。為此，曹廷杰亲自绘制了《东三省铁路总图》，并且上报朝廷《查看俄員勘探鐵路稟》。1896年，曹廷杰调任呼兰木税局任总理。1897年，在呼都鲁河督理开办金矿被俄軍洗劫而告失败。 曹廷杰逃離呼都魯河，非常憤怒，1902年在北京注释《萬國公法》一书，撰《萬國公法釋義》和《上各國欽差書》對沙俄口誅筆伐。1903年，离京以知府發往吉林補用，撰《辨惑論》，兼有自由平等、綱常性理之說，并在依兰县等地放荒筹饷。1907年，實補吉林知府。宣統間，遷吉林勸業道。
1912年民国成立，曹廷杰還在吉林，撰有《論語類纂》等。民國九年（1920年）返回湖北老家著書。撰有《孟子类篆》、《论孟类篆举要》、并整理出版了《时务一班》及其父遗著《元空妙诀》。民國十五年（1926年）又赴吉林，在中途生病。1926年七月十五日，曹廷杰病逝于上海，归葬湖北松滋五家口。

## 永宁寺碑
曹廷杰在1885年的萬里征程中，在黑龙江下游的庙街拓下了两座永宁寺碑，一座是明永乐十一年（1413年）由奴儿干都司建永宁寺所立之碑，一座是明宣德七年（1432年）亦失哈第十次下努尔干时,在特林见寺被毁，于1433年派人重修永宁寺所立之碑。
在庙街（今俄國境内黑龙江下游东岸尼古拉耶夫斯克附近的特林），曹廷杰冒着“凡中国人有拓碑文者，格杀勿论”的危险，在悬崖荆棘中拓下两块碑文，并记下碑址周围的详情，后来寫成研究论文公诸于世，成为“震惊学术界的一大贡献”。 
此二碑永宁寺碑普遍被视为是明代中国东北疆域曾远至黑龙江下游及库页岛的物证。不过，沙俄方面却并不做这样的解释，反而將寺碑看成是明朝"沒有有效統治"遼東以外之中國東北地區的證據，而所謂奴兒干都司只是個徒具虛名的羈縻地。永樂七年（1409年）明政府設置奴兒干都指揮使司。第一座永寧寺碑立於1413年建永寧寺時，直到1432年明朝政府官員才知道永寧寺已毀，並重建該寺，並於1433年立"重修永寧寺碑"。兩碑建立時間相隔20年，期間明朝中央顯然對於奴兒干都司內部事務無實質統治，乃至寺毀仍毫無所知。奴兒干都司於宣德九年（1434年）正式廢棄，離明朝末年北京淪陷於清朝(1644年)尚有210年之久。若要以該都司短短25年"名義上的存在"，來論證整個滿洲地區一直都屬於明朝疆域，這顯然是相當牽強的。   
尽管如此，在奴尔干都司被撤销“都司”级的军事统治单位后，在其原有地域内设置的“卫所”级建制如建州三卫作为其后续则一直延续到萬曆44年（1616年），努尔哈赤反明后才被其废除，此时距明亡仅28年。 
此外，永宁寺碑即便并不足以证实明王朝对外满洲的统治足够牢固或强有力，但也足以证明乌苏里江以东的大片领土原本既非沙俄所有，亦非无主荒地，沙俄只是后世外来的侵略者。